# ベルベラティ
ベルベラティ (Berbérati)は中央アフリカ共和国西部のマンベレ・カデイ州の州都。
カメルーン国境に程近い。
2012年の人口は10万5155人。
同国では首都バンギ、ビンボに次いで3番目に人口が多い。
ベルベラティは、1911年の第二次モロッコ事件の後のモロッコ・コンゴ条約によりフランスからドイツに移譲されるが、第一次世界大戦の結果、ヴェルサイユ条約によりフランスに再び引き渡された。

## 施設
- 病院
- 空港

## 観光
- ザンガ＝ンドキ国立公園